# Bernhard Mey
Rudolf Bernhard Mey (* 7. Juli 1866 in Dresden; † 10. April 1935 in Sebnitz) war ein deutscher Unternehmer und Kommerzienrat.

## Leben und Wirken
Er stammte aus einer Kaufmannsfamilie. Nach der Schule absolvierte er eine Kaufmannsausbildung und wurde Teilhaber der väterlichen Kunstblumenfabrik „Mey & Co.“ in Sebnitz, deren Inhaber er von 1900 bis 1913 war und die damals zu den bedeutendsten ihrer Art zählte. Durch seine langjährige Mitarbeit im Vorstand der Industrie- und Handelskammer Dresden und als Mitglied des 1934 durch die Nationalsozialisten aufgelösten Vorläufigen Reichswirtschaftsrates hat er sich um das sächsische Wirtschaftsleben große Verdienste erworben. In diesem Zusammenhang steht auch seine Ernennung zum Kommerzienrat.